# Lilly Martin Spencer
Lilly Martin Spencer, född 26 november 1822 i Exeter, död 22 maj 1902 i New York, var en amerikansk konstnär.
Hon föddes i Exeter år 1822. När hon var åtta år gammal, emigrerade familjen till USA. År 1841 flyttade hon till Cincinnati, där hon deltog i en rad utställningar och gick i lära hos en porträttör. Tre år senare gifte hon sig med den engelske målaren Benjamin Rush Spencer, som kom att bli hennes manager. Under 1850-talet specialiserade sig Lilly Martin Spencer på att avbilda hemmafruns rutinmässiga göromål – bland annat matlagning, tvätt och barnomsorg. I slutet av 1860-talet fick hon i uppdrag av ämbetsmannen Richard B. Connolly att utföra fyra målningar av hans familjemedlemmar. Målningen We Both Must Fade från år 1869 är den enda av dessa som finns kvar. Målningen, som är ett vanitasmotiv, visar en kvinna iförd en överdådig blå klänning; kvinnan kontrasteras mot föremål vilka visar på livets kortvarighet – ett ur och en vissnande blomma.